# Charles Audran
Charles Audran (Parigi, 1594 – Parigi, 1674) è stato un incisore francese.

## Biografia
Charles è stato il primo membro eminente della famiglia Audran a cimentarsi nel campo dell'incisione.
Durante l'infanzia dimostrò di avere una buona attitudine all'arte e gli furono impartite istruzioni per il disegno. Per perfezionarsi si recò a Roma, dove realizzò alcune tavole molto apprezzate. Adottò questo stile di incisione realizzato interamente al bulino, uno stile che sembra essere stato imitato nell'opera di Cornelius Bloemaert. Tornato in Francia, visse per qualche tempo a Lione, ma alla fine si stabilì a Parigi, dove morì nel 1674, all'età di 80 anni.
Per la maggior parte della sua vita firmò le sue opere con una "C". Suo fratello Claude, anch'egli incisore di alcune lastre, le contrassegnò con la stessa lettera, anche se poi, per differenziarsi, optò per la "K", l'iniziale di Karl.

## Opera
Audran incise un gran numero di dipinti di Tiziano, Albani, Sacchi e Lesueur.